# 286
Cette page concerne l'année 286  du calendrier julien. Pour l'année 286 av. J.-C., voir 286 av. J.-C. Pour le nombre 286, voir 286 (nombre).
L'année 286 est une année commune qui commence un vendredi.

## Événements
- L'empereur romain Maximien passe les Alpes au col du Grand-Saint-Bernard fin 285 ou début 286. Maurice et ses légionnaires, chrétiens recrutés à Thèbes (Égypte), auraient été exécutés à Agaune (Suisse) pour avoir refusé de sacrifier aux dieux à l'étape d'Octodure[1].
- 10 février : Maximien est à Milan[2].
- 1er mars [3]? : Maximien  est nommé Auguste par Dioclétien (fin en 305).
- Printemps[4] : invasion de la Gaule par deux armées germaines. Les Burgondes et les Alamans sont victimes de la faim et de la maladie ; Chaibones et Herules sont écrasés par Maximien[5].
- 21 juin : Maximien est à Mayence[2].
- Automne[5] : le Ménapien Carausius, chargé en 285 de la défense des côtes de Belgique et d’Armorique contre les pirates francs et saxons qui ravagent les côtes de Bretagne et de Gaule, est accusé de collusion avec les barbares et de détournement de butin. Il se fait proclamer empereur à  Gesoriacum (Boulogne-sur-Mer) (fin en 293)[6].

- La Gaule est séparée en deux diocèses : celui des Gaules (Trèves) et celui de Vienne[7].

## Décès en 286
- 26 août : Genest, comédien romain chrétien, martyr[8].
- 25 octobre : Crépin et Crépinien, martyrs chrétiens, selon la tradition[9].